# Henrique Luís Levy
Henrique Luís Levy (Dehlingen, Alsácia, 10 de dezembro de 1829 — São Paulo, 14 de agosto de 1896) foi um instrumentista, compositor, comerciante e empresário francês radicado no Brasil.

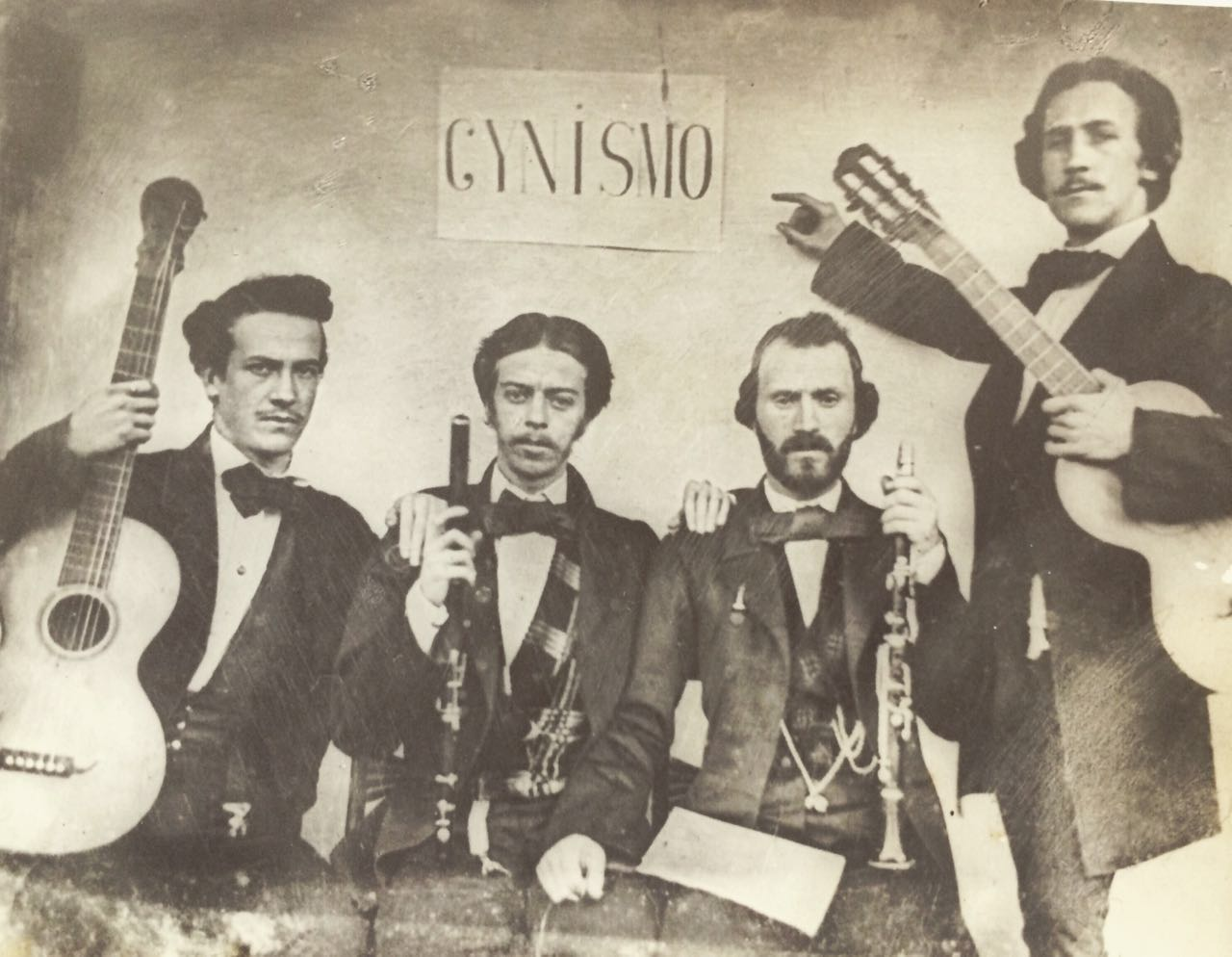
O clarinetista e comerciante Henri-Louis Levy é o segundo a partir da direita.

Veio para o Brasil em 1848 e foi vendedor ambulante de jóias nas vilas e fazendas do interior, tendo percorrido o país de norte a sul. Em 1856 conheceu em Campinas, a família do maestro Manuel José Gomes e tornou-se grande amigo de seu filho Antônio Carlos Gomes.

## História
Henrique Luís Levy, judeu de origem francesa, aporta no Brasil com a idade de 19 anos. Em 1856 fixou-se em Campinas, tornando-se amigo e hóspede da família do velho Maneco Músico, pai de Carlos Gomes, cujo gênio de compositor começava a despontar. Estimulados por Levy, Carlos Gomes e seu irmão José Pedro de Sant'Ana Gomes, o Juca Músico ou Juca Sant'Ana, resolvem se apresentar em público pela primeira vez. O concerto de apresentação se deu no Teatro São Carlos de Campinas no dia 23 de Abril de 1859, com Juca Músico na rabeca, Carlos Gomes no piano e Levy na clarineta.
Por essa época, o jovem Carlos Gomes compõe A Cayumba  a primeira  dança negra do nosso repertório pianístico, datada de 1857, ou da Fantasia sobre o romance Alta Noite  para clarineta, cuja apresentação ficou a cargo de Henrique Luís Levy. Acompanhando Carlos Gomes à capital paulista, onde se apresentaram novamente em concerto e posteriormente ao Rio de Janeiro, de onde Carlos Gomes se projetaria para sua celebridade internacional, Levy retorna  à capital de São Paulo e funda em 1860 a Casa Levy que vendia, a princípio,  joias, perfumes, objetos de decoração, presente importados e instrumentos musicais e partituras. 
Com o passar do tempo, Levy e seus filhos passaram cada vez mais a comecializar instrumentos e editar músicas. A Casa Levy existe até hoje mas dedica-se agora exclusivamente a pianos.
Na loja de música do velho Levy, instalada na então rua do Rosário (depois da Imperatriz e hoje rua 15 de Novembro), foram lançadas obras musicais que se tornaram célebres, como A Sertaneja de Brasílio Itiberê da Cunha, ou como a famosa modinha de Carlos Gomes Quem Sabe.

## Influência sobre Carlos Gomes
Como hóspede na casa de Maneco Músico conheceu Carlos Gomes, filho de Maneco, logo percebeu o potencial musical do jovem e se propõe levar Carlos Gomes para se apresentar em São Paulo e posteriormente ao Imperador no Rio de Janeiro, porém Maneco Músico nega, pois o trabalho de Carlos Gomes era fundamental no sustento da família, Levy insiste e Maneco concorda em deixar que Carlos Gomes fosse a São Paulo, mas não autoriza sua ida ao Rio de Janeiro. 
Chegando em São Paulo, Carlos Gomes e Henrique Luís Levy se hospedam em uma república de estudantes da Faculdade de Direito do Largo de São Francisco, em retribuição, o primeiro compõe o Hino Acadêmico com letra do aluno Francisco Leite de Bittencourt Sampaio. 
As apresentações em São Paulo lhe rendem alguns contos e certa repercussão, porém conforme combinado com o Sr. Maneco, a ida para São Paulo era provisória e Carlos Gomes deveria retornar a Campinas rapidamente, Henrique Luís Levy providencia o retorno de Carlos Gomes, mas Carlos Gomes decide não voltar e foge para o Rio de Janeiro, onde inicia sua carreira artística de amplo sucesso no Brasil e na Itália.

### Hino Acadêmico
Hino composto por Carlos Gomes para a Faculdade de Direito da Universidade de São Paulo